# Forgalomcsere
Forgalomcsere (angolul: Traffic exchange, németül: Besuchertausch, japánul: トラフィックエクスチェンジ) webhelytípus, szolgáltatás, amely a webmesterek számára növeli a weboldaluk forgalmát. Ez hasonló az autosurf koncepcióhoz, azzal a különbséggel, hogy a forgalomcsere általában használ kézi forgatást. Az Google Inc. törli az olyan AdSense-fiókokat, amelyek forgalomcsere szolgáltatásokat használnak az AdSensében részt vevő weboldalaik forgalmának növelésére.

## Fordítás
Ez a szócikk részben vagy egészben  a   Traffic exchange című angol Wikipédia-szócikk ezen változatának fordításán alapul.  Az eredeti cikk szerkesztőit annak laptörténete sorolja fel. Ez a jelzés csupán a megfogalmazás eredetét és a szerzői jogokat jelzi, nem szolgál a cikkben szereplő információk forrásmegjelöléseként.